# Josefina Piquet i Ibáñez
Josefina Piquet i Ibáñez, coneguda com la Nena del 36, (barri de Sarrià, Barcelona, 24 de novembre de 1934 – Barcelona, 11 d'agost de 2013) va ser una exiliada del franquisme barcelonina. El 1997 va crear amb un grup de dones supervivents de la guerra civil espanyola l'Associació Les Dones del 36, formada per un grup de dones que rondava els 80 anys. Josefina era la més jove i per això se l'anomenà la Nena del 36. L'associació es dedicava a divulgar les vivències d'aquestes dones a la Guerra Civil espanyola i l'exili a França, que durant molts anys havien estat en silenci. Va ser col·laboradora del Museu d'Història de Catalunya per a reconstruir la memòria històrica.

## Vida

### Infància
Josefina Piquet va néixer el 24 d'octubre de 1934. Quan tenia dos anys va esclatar la Guerra Civil espanyola, el seu pare, molt compromès amb el sindicat, va allistar-se per anar al front amb la voluntat de defensar la República. Descrivia així la guerra a la rereguarda: «Quan sentíem les sirenes, a mi m'embolicaven en una manta i em portaven a uns camps allà, a Sarrià. (...) Però si no hi arribàvem a temps, perquè els avions ja els teníem a sobre, a mi m'embolicaven en un matalàs i em posaven en un racó, tocant a la paret. I aquella sensació d'ofec, us ho asseguro, encara la recordo ara. I dintre meu va néixer un altre sentiment: la por i el terror als bombardeigs». Quan tenia cinc anys, el 24 de gener de 1939, va haver d'exiliar-se a França amb els seus pares, Josep i Conxa. Josep va haver-les de deixar per tornar al front, elles es van quedar a Figueres esperant-lo. Mentre Josefina i la seva mare esperaven a Figueres, van patir molts bombardejos, un dels quals va provocar l'ensorrament de la casa on estaven refugiades. "Vaig quedar atrapada sota les runes. En rescatar-me, la casa s'havia convertit en un núvol de pols. Vaig veure els primers ferits i morts de la guerra i només tenia 5 anys. El xoc emocional va ser tan gran que vaig quedar traumatitzada i vaig iniciar el meu particular vot de silenci durant més de 50 anys", recorda Josefina Piquet.
El 9 de febrer, després de passar els bombardejos a Figueres, va travessar la frontera amb la seva mare i va arribar al Pertús sense saber res del seu pare. Conxa va trobar feina al Restaurant des Aviateurs, on la propietària li va aconsellar que Josefina havia de romandre tancada a l'habitació on es van allotjar per no estar en perill. Josefina va estar tancada dos mesos a l'habitació fins que va anar a l'escola, patint el rebuig dels nens francesos com a "l'espagnole de merde". Posteriorment, van localitzar al seu pare al camp de refugiats de Sant Cebrià de Rosselló i, a finals de 1941, van reunir-se amb ell a Mausac (Gascunya). Allà van viure la invasió dels alemanys al Mur Atlàntic. "Quan tenia 10 anys havia patit dues guerres", diu Josefina.

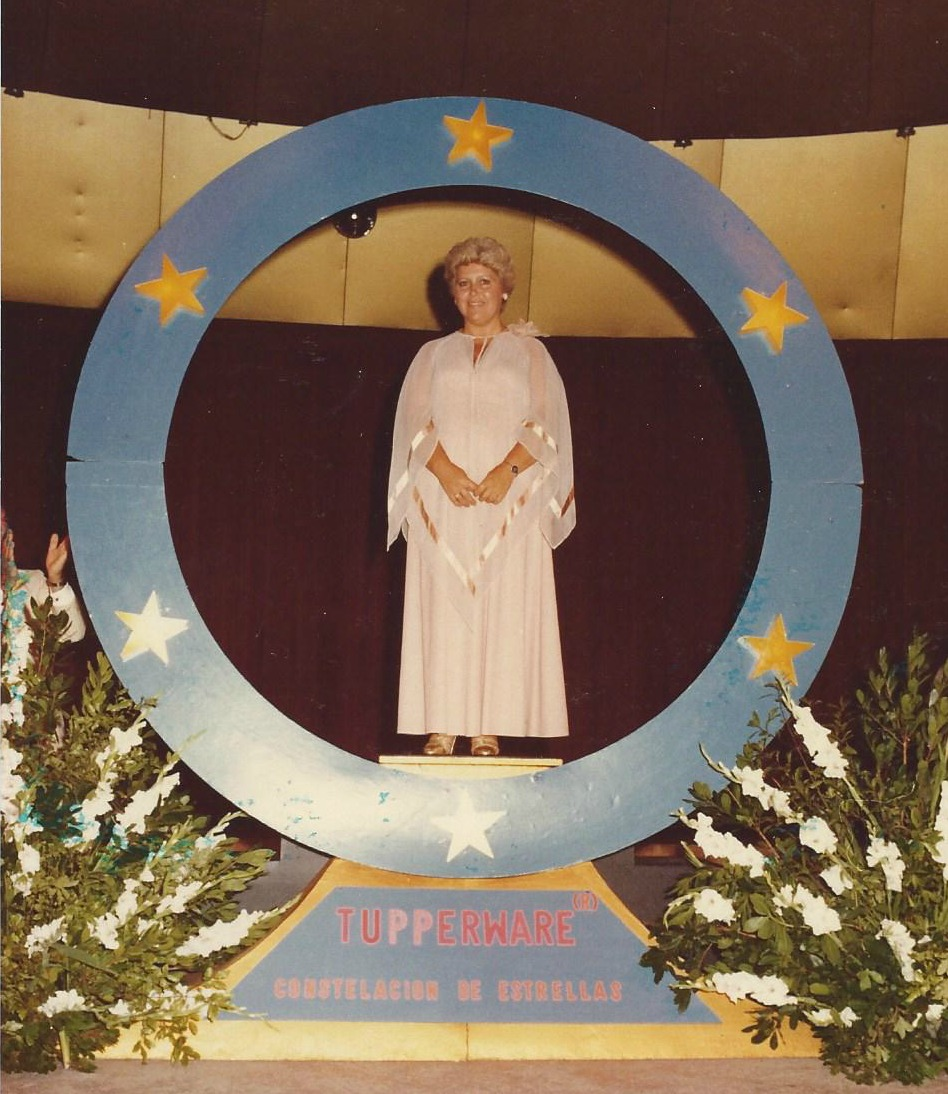
Josefina a Madrid, premiada com a millor monitora de la distribució Tupperware de Barcelona.

### Vida adulta

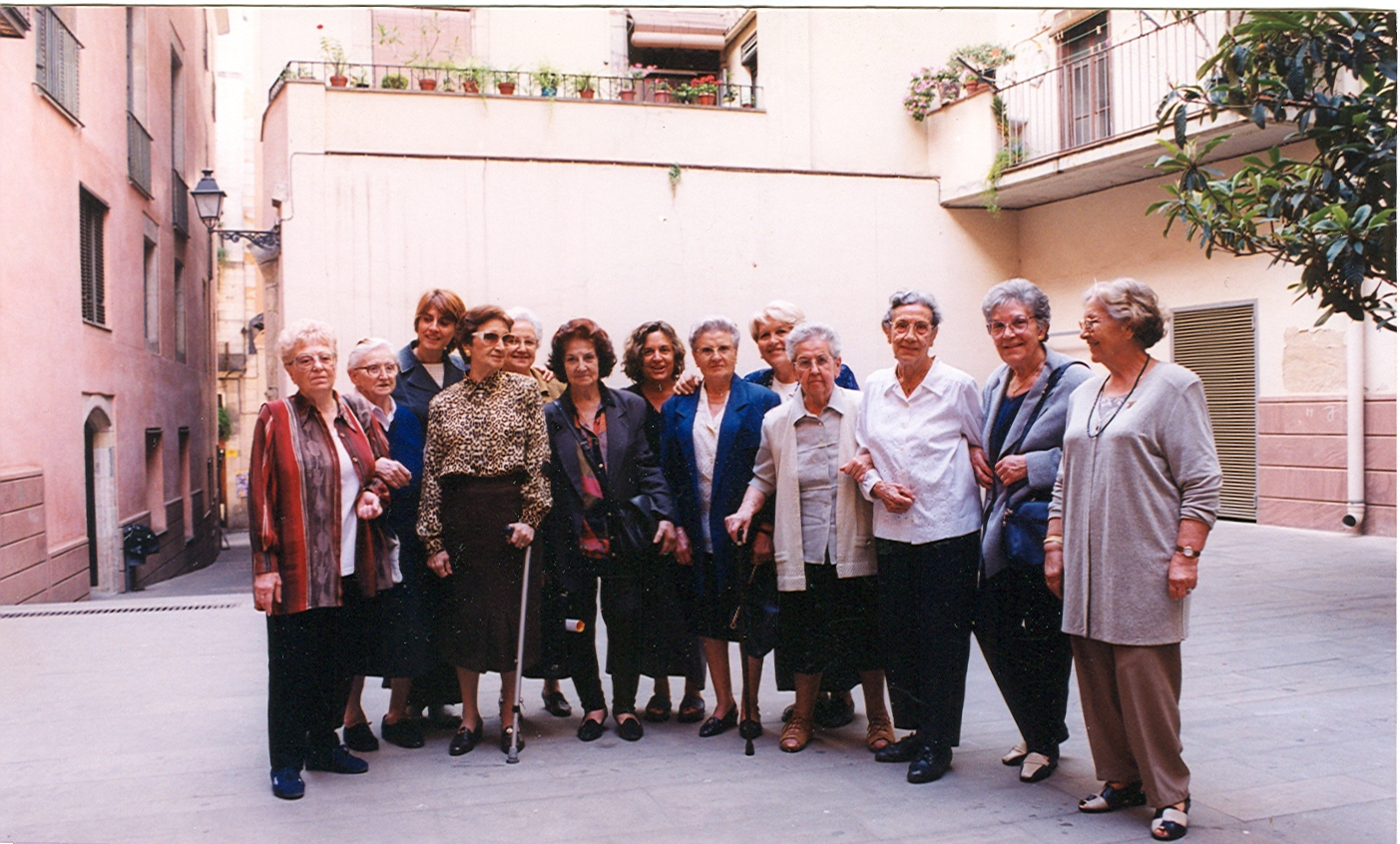
Les dones del 36 al pati Llimona

El seu retorn a Barcelona es va materialitzar a la dècada del 1950. A Barcelona va treballar durant molts anys a Tupperware, fent reunions arreu de Catalunya venent els productes de l'empresa i guanyant-s'hi un prestigiós lloc. Es va casar amb l'Emili i va tenir dos fills, Jordi i Marta.
Durant deu anys va fer moltes xerrades arreu de Catalunya, a instituts, universitats i centres culturals, compartint tots els records i sentiments de la guerra civil. En va ser la coordinadora durant més de quinze anys i, en ser la més jove, la van anomenar la Nena del 36. El 2006 el grup es va separar, ja que l'edat de les dones era un gran obstacle per a continuar amb la transmissió oral, però Josefina va continuar lluitant en solitari per a transmetre les seves vivències. El setembre de 2006 es va publicar el llibre de Les Dones del 36, amb el títol Un silenci convertit en paraula. El llibre recull les vivències de totes les dones que van formar part de l'associació, a més de dades, articles i imatges representatives de l'associació.

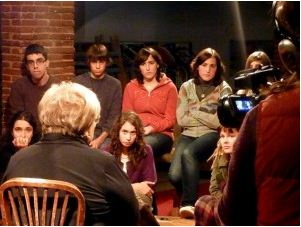
Josefina gravant Amnèsia a Olot

Josefina també va gravar una pel·lícula-documental anomenada Amnèsia, dirigida per Dani Lagartofernández i Jordi Oriola i Folch. Juntament amb Milanka Ljubojevic, Josefina va gravar el documental per continuar fent arribar el seu testimoni a joves i adults, aquesta vegada mitjançant la comunicació audiovisual. A la pel·lícula passeja per tots els paisatges Francesos que va recórrer durant l'exili i, amb Milanka, comparteix totes les seves pors i experiències que havien perdurat al silenci. El grup teatral Laboractori Jove d'Olot, va interpretar una obra de teatre vasada en les vivències de Josefina i Milanka a la Guerra Civil, el documental Amnèsia recull escenes d'aquesta.
Amb 55 anys va ingressar a l'associació de les dones del 36, volent trencar el silenci que havia perdurat al seu interior des de la infància. Als 75 anys Josefina va emmalaltir i va morir, als 78 anys, l'11 d'agost de 2013 a Barcelona.